# Liste der Bodendenkmäler in Altdorf bei Nürnberg
Auf dieser Seite sind die Bodendenkmäler in der mittelfränkischen Stadt Altdorf bei Nürnberg zusammengestellt. Diese Tabelle ist eine Teilliste der Liste der Bodendenkmäler in Bayern. Grundlage ist die Bayerische Denkmalliste, die auf Basis des Bayerischen Denkmalschutzgesetzes vom 1. Oktober 1973 erstmals erstellt wurde und seither durch das Bayerische Landesamt für Denkmalpflege geführt wird. Die folgenden Angaben ersetzen nicht die rechtsverbindliche Auskunft der Denkmalschutzbehörde.

Mit dem Stand vom 13. Oktober 2018 sind 89 Bodendenkmäler von Altdorf bei Nürnberg in der Bayerischen Denkmalliste eingetragen.

## Liste der Bodendenkmäler
| Lage                            | Objekt | Akten-Nr.     | Bild           |
| ------------------------------- | --- | ------------- | -------------- |
| Altdorf bei Nürnberg (Standort) | Bestattungsplatz vorgeschichtlicher Zeitstellung mit Grabhügeln                                                                                           | D-5-6634-0015 |                |
| Altdorf bei Nürnberg (Standort) | Bestattungsplatz der Hallstatt- und der frühen Latènezeit mit Grabhügeln                                                                                  | D-5-6534-0003 |                |
| Altdorf bei Nürnberg (Standort) | Bestattungsplatz mit Grabhügeln mit Bestattungen der Hallstattzeit                                                                                        | D-5-6634-0001 |                |
| Altdorf bei Nürnberg (Standort) | Siedlung der Hallstattzeit | D-5-6634-0002 | D-5-6634-0002  |
| Altdorf bei Nürnberg (Standort) | Siedlung vorgeschichtlicher Zeitstellung | D-5-6634-0003 |                |
| Altdorf bei Nürnberg (Standort) | Gräber der Glockenbecherkultur | D-5-6634-0005 | weitere Bilder |
| Altdorf bei Nürnberg (Standort) | Mesolithische Freilandstation, Siedlung der Bronze-, Latène- und Völkerwanderungszeit                                                                     | D-5-6634-0006 |                |
| Altdorf bei Nürnberg (Standort) | Siedlung der Urnenfelder- und Hallstattzeit | D-5-6634-0007 |                |
| Altdorf bei Nürnberg (Standort) | Körpergräber des frühen Mittelalters | D-5-6634-0008 |                |
| Altdorf bei Nürnberg (Standort) | Siedlung vorgeschichtlicher Zeitstellung | D-5-6633-0138 |                |
| Altdorf bei Nürnberg (Standort) | Freilandstation des Mesolithikums | D-5-6634-0014 |                |
| Altdorf bei Nürnberg (Standort) | Mesolithische Freilandstation, Siedlung vorgeschichtlicher Zeitstellung                                                                                   | D-5-6633-0091 |                |
| Altdorf bei Nürnberg (Standort) | Mesolithische Freilandstation | D-5-6634-0016 |                |
| Altdorf bei Nürnberg (Standort) | Mesolithische Freilandstation, Siedlung des Neolithikums und der Hallstattzeit                                                                            | D-5-6634-0017 |                |
| Altdorf bei Nürnberg (Standort) | Mesolithische Freilandstation, Siedlung vorgeschichtlicher Zeitstellung                                                                                   | D-5-6634-0018 |                |
| Altdorf bei Nürnberg (Standort) | Siedlung der Bronzezeit | D-5-6634-0020 |                |
| Altdorf bei Nürnberg (Standort) | Siedlung der Urnenfelderzeit | D-5-6634-0021 |                |
| Altdorf bei Nürnberg (Standort) | Mesolithische Freilandstation | D-5-6634-0022 |                |
| Altdorf bei Nürnberg (Standort) | Mesolithische Freilandstation und Siedlung vorgeschichtlicher Zeitstellung                                                                                | D-5-6634-0024 |                |
| Altdorf bei Nürnberg (Standort) | Mesolithische Freilandstation, Siedlung vorgeschichtlicher Zeitstellung und der Urnenfelderzeit                                                           | D-5-6634-0025 |                |
| Altdorf bei Nürnberg (Standort) | Abschnittsbefestigung des frühen Mittelalters | D-5-6634-0026 | weitere Bilder |
| Altdorf bei Nürnberg (Standort) | Siedlung der Urnenfelderzeit | D-5-6634-0011 |                |
| Altdorf bei Nürnberg (Standort) | Siedlung der Urnenfelderzeit | D-5-6633-0015 |                |
| Altdorf bei Nürnberg (Standort) | Bestattungsplatz vorgeschichtlicher Zeitstellung mit Grabhügeln                                                                                           | D-5-6534-0004 |                |
| Altdorf bei Nürnberg (Standort) | Siedlung des Neolithikums | D-5-6534-0008 |                |
| Altdorf bei Nürnberg (Standort) | Siedlung vorgeschichtlicher Zeitstellung | D-5-6534-0138 |                |
| Altdorf bei Nürnberg (Standort) | Mittelalterliche und frühneuzeitliche Befunde im Bereich der evangelisch-lutherischen Pfarrkirche Sankt Andreas in Eismannsberg und ihrer Vorgängerbauten | D-5-6534-0150 | weitere Bilder |
| Altdorf bei Nürnberg (Standort) | Siedlung der Urnenfelderzeit | D-5-6534-0210 |                |
| Altdorf bei Nürnberg (Standort) | Siedlung der späten Latènezeit | D-5-6534-0211 |                |
| Altdorf bei Nürnberg (Standort) | Burgstall des Mittelalters | D-5-6534-0212 |                |
| Altdorf bei Nürnberg (Standort) | Gräber vor- und frühgeschichtlicher Zeitstellung oder des Mittelalters                                                                                    | D-5-6633-0011 |                |
| Altdorf bei Nürnberg (Standort) | Mittelalterliche und frühneuzeitliche Befunde im Bereich von Burg Grünsberg und ihrer Vorgängerbefestigungen                                              | D-5-6633-0155 | weitere Bilder |
| Altdorf bei Nürnberg (Standort) | Siedlung vorgeschichtlicher Zeitstellung | D-5-6633-0013 |                |
| Altdorf bei Nürnberg (Standort) | Mesolithische Freilandstation | D-5-6634-0031 |                |
| Altdorf bei Nürnberg (Standort) | Mesolithische Freilandstation, Siedlung vorgeschichtlicher Zeitstellung                                                                                   | D-5-6633-0016 |                |
| Altdorf bei Nürnberg (Standort) | Siedlung der Bronzezeit | D-5-6633-0017 |                |
| Altdorf bei Nürnberg (Standort) | Siedlung vorgeschichtlicher Zeitstellung | D-5-6633-0019 |                |
| Altdorf bei Nürnberg (Standort) | Siedlung vorgeschichtlicher Zeitstellung | D-5-6633-0020 |                |
| Altdorf bei Nürnberg (Standort) | Siedlung der Urnenfelderzeit | D-5-6633-0051 |                |
| Altdorf bei Nürnberg (Standort) | Siedlung vorgeschichtlicher Zeitstellung, darunter der Urnenfelderzeit                                                                                    | D-5-6633-0052 |                |
| Altdorf bei Nürnberg (Standort) | Bestattungsplatz mit Grabhügeln mit Bestattungen der Hallstatt- und Latènezeit                                                                            | D-5-6633-0059 |                |
| Altdorf bei Nürnberg (Standort) | Siedlung der Urnenfelderzeit | D-5-6633-0070 |                |
| Altdorf bei Nürnberg (Standort) | Siedlung der Urnenfelderzeit | D-5-6633-0071 |                |
| Altdorf bei Nürnberg (Standort) | Siedlung vorgeschichtlicher Zeitstellung | D-5-6633-0012 |                |
| Altdorf bei Nürnberg (Standort) | Siedlung der Urnenfelderzeit | D-5-6634-0113 |                |
| Altdorf bei Nürnberg (Standort) | Mittelalterlicher Vorgängerbau und frühneuzeitliche Befunde im Bereich der Friedhofskirche Sankt Magdalena in Altdorf                                     | D-5-6634-0091 | weitere Bilder |
| Altdorf bei Nürnberg (Standort) | Archäologische Befunde im Bereich der spätmittelalterliche Stadtbefestigung von Altdorf bei Nürnberg                                                      | D-5-6634-0094 | weitere Bilder |
| Altdorf bei Nürnberg (Standort) | Mittelalterliche und frühneuzeitliche Befunde im Bereich der historischen Altstadt von Altdorf bei Nürnberg                                               | D-5-6634-0095 | weitere Bilder |
| Altdorf bei Nürnberg (Standort) | Burgstall des späten Mittelalters und der frühen Neuzeit                                                                                                  | D-5-6634-0096 | weitere Bilder |
| Altdorf bei Nürnberg (Standort) | Burgstall des Mittelalters | D-5-6634-0097 |                |
| Altdorf bei Nürnberg (Standort) | Mittelalterliche und frühneuzeitliche Befunde im Bereich der katholischen Filialkirche Sankt Maria Dolorosa und ihrer Vorgängerbauten                     | D-5-6634-0098 | weitere Bilder |
| Altdorf bei Nürnberg (Standort) | Mittelalterliche und frühneuzeitliche Befunde im Bereich der evangelisch-lutherischen Kirche Sankt Michael in Rasch                                       | D-5-6634-0101 | weitere Bilder |
| Altdorf bei Nürnberg (Standort) | Befestigter Herrensitz des Mittelalters und der frühen Neuzeit                                                                                            | D-5-6634-0102 | weitere Bilder |
| Altdorf bei Nürnberg (Standort) | Mittelalterliche und frühneuzeitliche Befunde im Bereich der sogenannten Schäferkapelle in Rasch                                                          | D-5-6634-0027 | D-5-6634-0027  |
| Altdorf bei Nürnberg (Standort) | Siedlung der frühen Latènezeit | D-5-6634-0112 |                |
| Altdorf bei Nürnberg (Standort) | Mesolithische Freilandstation, Siedlung vorgeschichtlicher Zeitstellung, der Hallstatt- und Spätlatènezeit sowie des Spätmittelalters                     | D-5-6634-0086 |                |
| Altdorf bei Nürnberg (Standort) | Siedlung der Hallstattzeit | D-5-6634-0114 |                |
| Altdorf bei Nürnberg (Standort) | Siedlung der Urnenfelderzeit | D-5-6634-0115 |                |
| Altdorf bei Nürnberg (Standort) | Mittelalterliche und frühneuzeitliche Befunde im Bereich des ehemals reichsstädtischen Pflegschlosses in Altdorf bei Nürnberg und seiner Vorgängerbauten  | D-5-6634-0116 | weitere Bilder |
| Altdorf bei Nürnberg (Standort) | Archäologische Befunde im Bereich des abgegangenen mittelalterlichen Adelssitzes                                                                          | D-5-6634-0117 | weitere Bilder |
| Altdorf bei Nürnberg (Standort) | Teilstück der Kurbayerischen Landesdefensionslinien | D-5-6634-0118 |                |
| Altdorf bei Nürnberg (Standort) | Erdbauten des Ludwig-Donau-Main-Kanals (1836–45) | D-5-6634-0119 | weitere Bilder |
| Altdorf bei Nürnberg (Standort) | Siedlung der mittleren und späten Latènezeit | D-5-6634-0122 |                |
| Altdorf bei Nürnberg (Standort) | Siedlung vorgeschichtlicher Zeitstellung | D-5-6634-0123 |                |
| Altdorf bei Nürnberg (Standort) | Siedlung vorgeschichtlicher Zeitstellung | D-5-6634-0124 |                |
| Altdorf bei Nürnberg (Standort) | Siedlung der frühen Latènezeit | D-5-6634-0111 |                |
| Altdorf bei Nürnberg (Standort) | Siedlung der Urnenfelder-, Hallstatt- und Latènezeit | D-5-6634-0043 |                |
| Altdorf bei Nürnberg (Standort) | Archäologische Befunde im Bereich eines frühneuzeitlichen Gerber- und Mühlanwesens                                                                        | D-5-6634-0125 | D-5-6634-0125  |
| Altdorf bei Nürnberg (Standort) | Mesolithische Freilandstation | D-5-6634-0032 |                |
| Altdorf bei Nürnberg (Standort) | Freilandstation des Mesolithikums und Siedlung der späten Latènezeit                                                                                      | D-5-6634-0033 |                |
| Altdorf bei Nürnberg (Standort) | Siedlung der Urnenfelderzeit | D-5-6634-0034 |                |
| Altdorf bei Nürnberg (Standort) | Siedlung neolithischer und urnenfelderzeitlicher Zeitstellung                                                                                             | D-5-6634-0035 |                |
| Altdorf bei Nürnberg (Standort) | Freilandstation des Mesolithikums und Siedlung der Urnenfelderzeit                                                                                        | D-5-6634-0037 |                |
| Altdorf bei Nürnberg (Standort) | Siedlung vorgeschichtlicher Zeitstellung | D-5-6634-0038 |                |
| Altdorf bei Nürnberg (Standort) | Brandgräber der Hallstattzeit und Siedlung der frühen Latènezeit                                                                                          | D-5-6634-0039 |                |
| Altdorf bei Nürnberg (Standort) | Siedlung vorgeschichtlicher Zeitstellung | D-5-6634-0040 |                |
| Altdorf bei Nürnberg (Standort) | Mittelalterliche und frühneuzeitliche Befunde im Bereich der evangelisch-lutherischen Stadtpfarrkirche Sankt Laurentius in Altdorf bei Nürnberg           | D-5-6634-0090 | weitere Bilder |
| Altdorf bei Nürnberg (Standort) | Siedlung der Urnenfelder- und der späten Latènezeit | D-5-6634-0042 |                |
| Altdorf bei Nürnberg (Standort) | Siedlung vorgeschichtlicher Zeitstellung | D-5-6634-0088 |                |
| Altdorf bei Nürnberg (Standort) | Siedlung vorgeschichtlicher Zeitstellung und spätmittelalterlich/frühneuzeitliche Wüstung                                                                 | D-5-6634-0061 |                |
| Altdorf bei Nürnberg (Standort) | Siedlung der Spätlatènezeit | D-5-6634-0065 |                |
| Altdorf bei Nürnberg (Standort) | Siedlung der Hallstattzeit | D-5-6634-0066 |                |
| Altdorf bei Nürnberg (Standort) | Siedlung vorgeschichtlicher Zeitstellung | D-5-6634-0072 |                |
| Altdorf bei Nürnberg (Standort) | Siedlung der Hallstattzeit | D-5-6634-0074 |                |
| Altdorf bei Nürnberg (Standort) | Siedlung vorgeschichtlicher Zeitstellung | D-5-6634-0076 |                |
| Altdorf bei Nürnberg (Standort) | Siedlung vorgeschichtlicher Zeitstellung, der Bronzezeit und des Mittelalters                                                                             | D-5-6634-0082 |                |
| Altdorf bei Nürnberg (Standort) | Siedlung der Urnenfelder- und Frühlatènezeit | D-5-6634-0083 |                |
| Altdorf bei Nürnberg (Standort) | Siedlung der Urnenfelderzeit | D-5-6634-0030 |                |
| Altdorf bei Nürnberg (Standort) | Siedlung der späten Bronze- und der Eisenzeiten | D-5-6634-0041 |                |